# نقد الفن النسوي
ظهر النقد الفني النسوي في السبعينيات من بعد الحركة النسوية، وهو الفحص النقدي لكل من التمثيلات البصرية للمرأة في الفن، والفن الذي تنتجه النساء. ولا يزال مجالًا رئيسيًا في النقد الفني حتى الآن.

## ظهوره
يحلل مقال ليندا نوتشلين الرائد في عام 1971 «لماذا لم يكن هناك فنانات عظيمات؟» الامتيازات المتجذرة في عالم الفن الغربي الذي يغلب عليه البيض والذكور، ويجادل بأن مكانة المرأة كدخيلة يمكنها بأن تحمل وجهة نظر فريدة ليس فقط لانتقاد مناصب النساء في الفن، ولكن أيضًا لفحص الافتراضات حول الجنس والكفاءة. تطور نوتشلين في مقالها الحجة القائلة بأن كلاً من التعليم الرسمي والاجتماعي يحصر التطور الفني ليقتصر على الرجال، ويمنع النساء (مع استثناء نادر) من صقل مواهبهن والدخول إلى عالم الفن. في سبعينيات القرن الماضي، استمر النقد الفني النسوي في نقد التمييز المؤسسي على أساس الجنس في تاريخ الفن والمتاحف والمعارض الفنية، بالإضافة إلى التساؤل عن أنواع الفن التي تعتبر جديرة بالمتاحف. وقد عبرت الفنانة جودي شيكاغو عن هذا الموقف بقولها: «... من المهم أن نفهم أن إحدى الطرق التي يتم بها الإقناع بأهمية تجارب الذكور هي من خلال القطع الفنية التي يتم عرضها وحفظها في متاحفنا. في حين تواجد الرجال في مؤسساتنا الفنية، فإن وجود النساء مفقود بشكل أساسي، إلا في الصور التي لا تعكس شعور النساء بذواتهن».

### العبقرية الفنية
نوتشلين تتحدى أسطورة الفنان العظيم كـ «عقبري» باعتبارها بنية إشكالية بطبيعتها. يُنظر إلى «العبقرية» «على أنها قوة مؤقتة وغامضة مترسخة بشكل ما في نفس الفنان العظيم.»  هذا المفهوم «الشبيه بقوة الهية» لدور الفنان يعود إلى «البنية التحتية الرومانتيكية والنخبوية والممجدة للفرد التي تقوم عليها مهنة تاريخ الفن.» وتطوّر هذه الفكرة أكثر بانتقادها قائلةً «إذا كانت المرأة تمتلك الكتلة الصلبة للعبقرية الفنية، فإنها ستظهر من تلقاء نفسها. لكن ذلك لم يحدث، لذا فالنساء لا تمتلكن العبقرية الفنية» تفكك نوتشلين أسطورة «العبقرية» من خلال تسليط الضوء على الظلم الذي يميز فيه عالم الفن الغربي بطبيعته الفنانين الذين يغلب عليهم الجنس الذكوري والعرق الأبيض. في الفن الغربي، «العبقرية» هو لقب مخصص بشكل عام لفنانين مثل فان جوخ وبيكاسو ورافائيل وبولوك - وجميعهم رجال بيض. كما أوضح مؤخرًا أليساندرو جياردينو، عندما بدأ مفهوم العبقرية الفنية في الانهيار، ظهرت النساء والفئات الهامشية في طليعة الإبداع الفني.

### منظمات المتاحف
على غرار تأكيد نوتشلين حول مكانة المرأة في عالم الفن، تدرس مؤرخة الفن كارول دنكان في مقال "The MoMA Hot Mamas" عام 1989 فكرة أن المؤسسات مثل متحف الفن الحديث ذكورية. في مجموعة متحف الفن الحديث، هناك كمية غير متناسبة من أجساد الإناث الجنسية المعروضة من قبل فنانين ذكور مقارنة بنسبة منخفضة من وجود الفنانات. وفقًا للبيانات التي جمعتها فتيات حرب العصابات، «أقل من 3٪ من الفنانين في قسم الفن الحديث في متحف متروبوليتان للفنون في نيويورك من النساء، لكن 83٪ من الأجسام العارية تعود للإناث، على الرغم من أن 51٪ من فناني الفنون البصرية اليوم من النساء.»  تدعي دنكان فيما يتعلق بالفنانات:
في متحف الفن الحديث والمتاحف الأخرى، أرقامهم أدنى بكثير من المستوى الذي قد يخفف من الطابع الذكوري للمتحف. الوجود الأنثوي ضروري فقط في شكل صور. بالطبع، يتم تمثيل الرجال أيضًا من حين لآخر. على عكس النساء اللواتي يُنظر إليهن في المقام الأول على أنهن أجساد يمكن الوصول إليها جنسيًا، يتم تصوير الرجال على أنهم كائنات نشطة بدنيًا وعقليًا يشكلون عالمهم بشكل إبداعي ويتفكرون في معانيه.
تضيق هذه المقالة تركيزها على مؤسسة واحدة كمثال للاستفادة منه والتوسع فيه، بهدف توضيح الطرق التي تتواطأ بها المؤسسات في الأيديولوجيات الأبوية والعنصرية.

### التقاطعية
غالبًا ما لم يتم التطرق إلى النساء من الأقليات العرقية في النقد الفني النسوي السابق. من الضروري إجراء تحليل تقاطعي لا يشمل الجنس فحسب، بل يشمل أيضًا العرق والهويات المهمشة الأخرى.
في مقال أودري لورد عام 1984 «أدوات السيد لن تفكك بيته أبدًا»،  تتناول بإيجاز معضلة شديدة الأهمية وهي أن الفنانات من الأقليات العرقية غالبًا ما يتم إغفالهن أو استخدامهن كرموز في الفنون المرئية. وتقول أنه «في الأوساط الأكاديمية النسوية، غالبًا ما تكون الإجابة على هذه الأسئلة» لم نعرف من نسأل«. لكن هذا هو نفس التهرب من المسؤولية، نفس التهرب الذي يبقي فن المرأة السوداء بعيدًا عن المعارض النسائية، وخارج معظم المنشورات النسوية باستثناء (إصدار نساء العالم الثالث الخاص)، وتجعل كتابات النساء السود خارج قائمة القراءة الخاصة بك.»  يوضح بيان لورد مدى أهمية التقاطعية في خطابات الفن النسوية هذه، حيث أن العرق جزء لا يتجزأ من أي نقاش حول الجنس.
بالإضافة إلى ذلك، توسع بيل هوكس الحوار عن تمثيل السود في الفنون المرئية ليشمل عوامل أخرى. في كتابها عام 1995، الفن في عقلي، تمحور هوكس كتاباتها حول السياسات المرئية لكل من العرق والطبقة في عالم الفن. وتقول إن السبب وراء كون الفن بلا معنى في حياة معظم السود ليس فقط بسبب الافتقار إلى تمثيلهم، بل أيضًا بسبب استعمار راسخ في العقل والخيال وكيف يتشابك مع عملية تحديد الهوية. :4 وهكذا فإنها تؤكد على أهمية «حدوث تغيير في طرق التفكير التقليدية حول الفن. يجب أن تكون هناك ثورة في الطريقة التي نرى بها، الطريقة التي ننظر بها» :4 مؤكدة على أن الفن المرئي يقدر أن يكون قوة تمكينية داخل المجتمع الأسود. خاصة إذا كان بإمكان المرء التحرر من «المفاهيم الإمبريالية المتفوقة للبيض حول عرض الفن ودوره في المجتمع». :5

## تقاطع مع مدارس فكرية أخرى
النقد الفني النسوي هو مجموعة فرعية أصغر في مجال النظرية النسوية. لأن النظرية النسوية تسعى إلى استكشاف موضوعات التمييز، التشييء الجنسي، الاستبدادية، النظام الأبوي، والقوالب النمطية، يحاول النقد الفني أن يستكشف موضوعات مشابهة.
يمكن تحقيق هذا الاستكشاف من خلال مجموعة متنوعة من الوسائل. يمكن استخدام النظريات البنيوية، الفكر التفكيكي، التحليل النفسي، التحليل الكويري، وعلم العلامات لفهم رمزية الجنس وتمثيله في الأعمال الفنية بشكل أكبر. يمكن فهم الهياكل الاجتماعية المتعلقة بالجنس التي تؤثر على القطع الفنية من خلال التفسيرات القائمة على التأثيرات الأسلوبية وتفسيرات السير الذاتية.

### نظرية فرويد للتحليل النفسي
تركز مقالة لورا مولفي لعام 1975 «المتعة البصرية والسينما السردية» على نظرة المشاهد من وجهة نظر فرويدية. يتعلق مفهوم فرويد شبق النظر بتشييء المرأة في الأعمال الفنية. حيث أن نظرة المشاهد في جوهرها غريزة جنسية. بسبب عدم المساواة بين الجنسين في المجال الفني، فإن تصوير الفنان لموضوع ما هو بشكل عام تصوير من الرجل للمرأة. يمكن استخدام رمزيات فرويدية أخرى لفهم القطع الفنية من منظور نسوي - سواء للكشف عن رموز خاصة بالجنس من خلال نظرية التحليل النفسي (مثل الرموز القضيبية أو اليونية) أو الرموز المخصصة لتمثيل النساء في قطعة معينة.

### الواقعية والانعكاسية
هل تمثيل النساء في الأعمال الفنية يعكس واقع المرأة؟ أوضحت الكاتبة توريل موي في مقالها عام 1985 بعنوان «صور نقد المرأة» أن «الانعكاسية تفترض أن الإبداع الانتقائي للفنان يجب أن يقاس بـ» الحياة الواقعية «، مما يعني افتراض أن القيد الوحيد على عمل الفنان هو إدراكه للعالم الحقيقي.»

## المجلات والمنشورات
شهدت السبعينيات أيضًا ظهور المجلات الفنية النسوية، منها The Feminist Art Journal في عام 1972  وهرطقات في عام 1977. كانت المجلة بارادوكسا متخصصة بمنظور دولي حول الفن النسوي منذ عام 1996.

## خارج الأكاديمية
في عام 1989، أدى احتجاج الملصقات الخاص بفتيات حرب العصابات  عن اختلال التوازن بين الجنسين في متحف المتروبوليتان للفنون إلى انتقال هذا النقد النسوي من الأكاديمية إلى المجال العام.

### المعرض
في عام 2007، أقيم معرض «واك! الفن والثورة النسوية» وعرض أعمال 120 فنانًا ومجموعة فنانين دوليين في متحف الفن المعاصر في لوس أنجلوس. كان العرض الأول من نوعه حيث استخدم رؤية شاملة للتقاطع بين النسوية والفن من أواخر الستينيات إلى أوائل الثمانينيات. معرض واك يجادل «بأن النسوية ربما كانت الأكثر تأثيرًا من بين الحركات الفنية ما بعد الحرب - على المستوى الدولي - في تأثيرها على الأجيال اللاحقة من الفنانين.»

## اليوم
تصر مقالة روزماري بيترون «النظرة النسوية: النظر إلى النسوية» في عام 2003 على أن النقد الفني النسوي الأقدم يجب أن يتكيف مع النماذج الأحدث، حيث تغيرت ثقافتنا بشكل كبير منذ أواخر القرن العشرين. تشير بيترون:
لم يعد النقد الفني النسوي خطابًا مهمشًا كما كان من قبل. لقد أنتج بعض الكتابات الرائعة والجذابة على مدى العقد الماضي وأصبح موقعًا رئيسيًا للإنتاج الأكاديمي. ولكن بصفتنا كاتبات ومعلمات نسويات، يجب أن نتكلم عن طرق التفكير المبنية على أشكال جديدة من الارتباط الاجتماعي بين النسوية والفنون البصرية، وفهم الطرق المختلفة التي يستخدم بها طلابنا حاليًا الثقافة البصرية.
وفقًا لبيترون، من غير المحتمل أن تكون النماذج المستخدمة في نقد اللوح ما قبل الرفائيلية قابلة للتطبيق في القرن الحادي والعشرين. كما وضحت أيضًا أنه يجب علينا استكشاف «الاختلاف» في الوضع والمعرفة، نظرًا لأننا في الثقافة البصرية المعاصرة معتادون أكثر على التعامل مع «النصوص والصور متعددة الطبقات» (الفيديو والوسائط الرقمية والإنترنت). تغيرت طرق معاينتنا بشكل كبير منذ السبعينيات.